# Leopold Rost

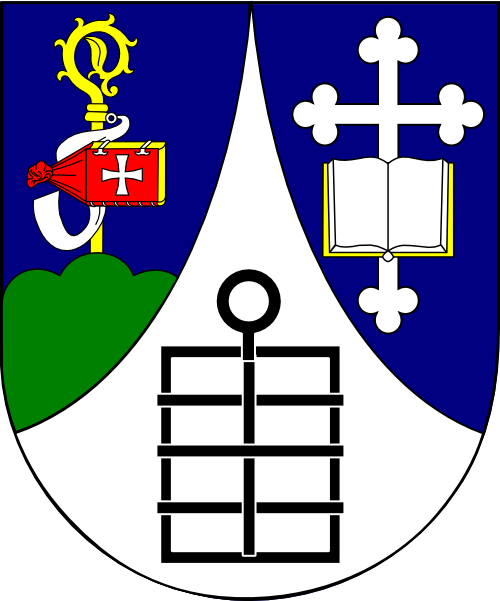
Wappen des Abtes Leopold Rost

Leopold Rost OSB (* 8. September 1842 in Wien; † 6. Juli 1913 ebenda) war ein österreichischer Benediktiner sowie Abt des Wiener Schottenstiftes.

## Leben
Rost, der Sohn eines Fleischhauers, trat nach dem Besuch des Wiener Schottengymnasiums 1861 in die Schottenabtei ein und absolvierte das Studium der Theologie an der Universität Wien. Nach seiner Priesterweihe 1866 war er zunächst Kooperator in Zellerndorf, ab 1868 in Pulkau und ab 1872 in Schottenfeld. 1873 wurde er Kurat und Prediger im Schottenstift. Als Kanzelredner wurde er sehr geschätzt; teilweise erschienen seine Predigten im Druck. Von 1883 bis 1887 war Rost Pfarrer in Höbersbrunn. 1887 berief ihn Abt Ernest Hauswirth zum Prior des Stiftes, daneben war er ab 1895 auch Pfarrer der Stiftspfarre.
Nach dem Tod Hauswirths wurde Rost 1901 zum Abt des Schottenstiftes gewählt. Als solcher veranlasste er den Neubau der Pfarrkirche von Enzersfeld und die Renovierung der Kirchen von Gaunersdorf, Stammersdorf und St. Ulrich. Im Stift selbst agierte er als Förderer der Künste und Wissenschaften. Er vermehrte die Gemäldesammlung des Klosters und unterstützte die Herausgabe der Kataloge der Inkunabeln und der Sammlung römischer Münzen des Stiftes durch Albert Hübl. Außerhalb des eigentlichen klösterlichen Geschehens war er an den Vorbereitungen zum 23. Eucharistischen Weltkongress, der 1912 in Wien stattfand, beteiligt.
Rosts Verdienste wurden durch zahlreiche Auszeichnungen und Ehrungen gewürdigt. Rost war unter anderem Ehrenbürger zahlreicher Gemeinden und Kaiserlicher Rat, zudem Komtur mit dem Stern des Franz-Joseph-Ordens.